# Botella de pico de estribo

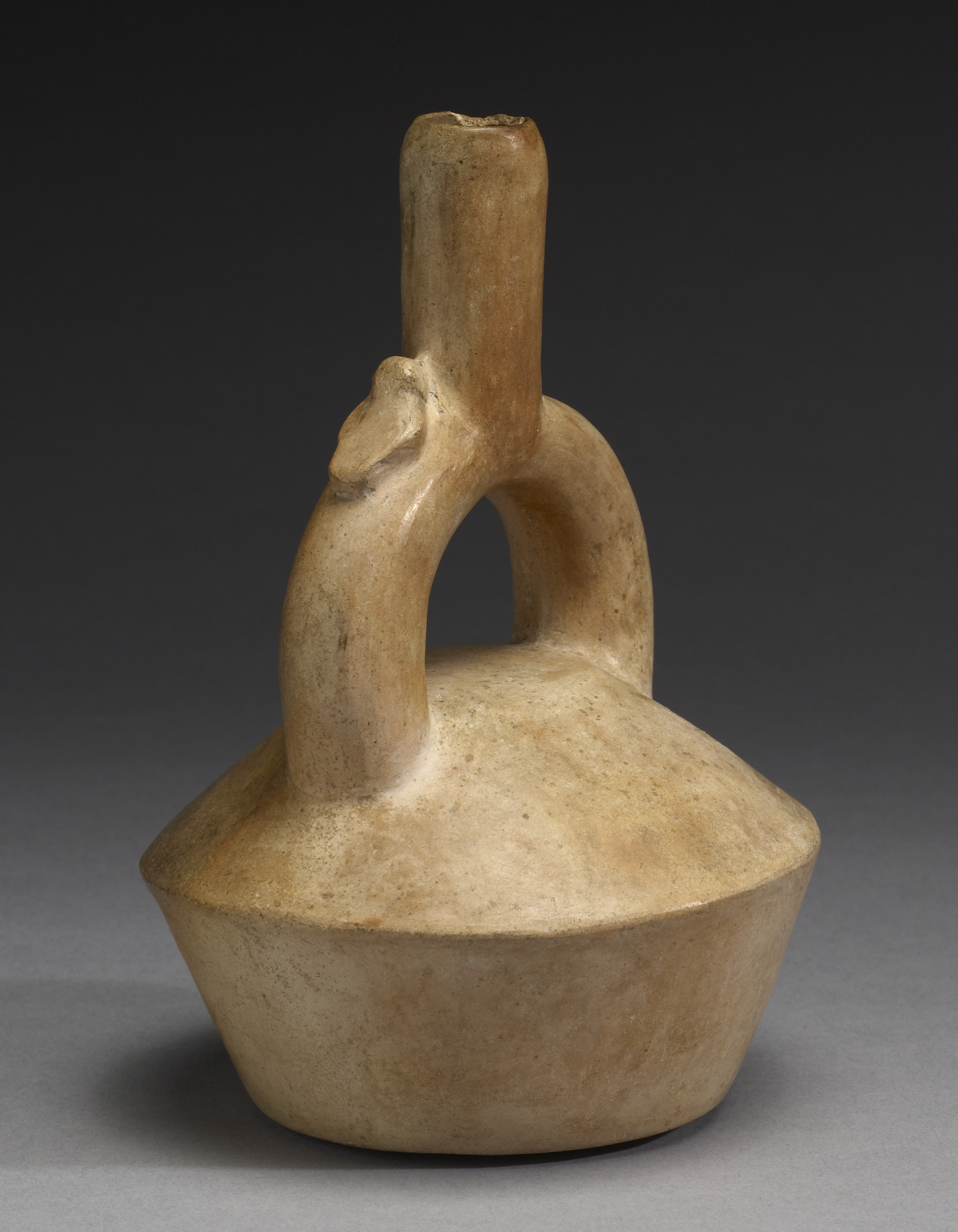
Botella de pico de estribo Chimú, datada entre 1100 y 1550 en el Museo de Arte Walters.

Una botella de pico de estribo (llamada así por su parecido con un estribo) es un tipo de vasija de cerámica común entre varias culturas precolombinas de América del Sur hechas a partir de principios del segundo milenio a. C.
Estas culturas americanas incluían a los Chavín y los Moche . En estos recipientes, el mango del estribo en realidad forma parte del pico, que emana de la parte superior del estribo. Los frascos, que a menudo eran elaborados en forma de figuras, se moldeaban a partir de un molde, mientras que el pico del estribo se construía a mano y se soldaba al recipiente con deslizamiento .

## Vasijas de la Cultura Moche y las botellas de pico de estribo

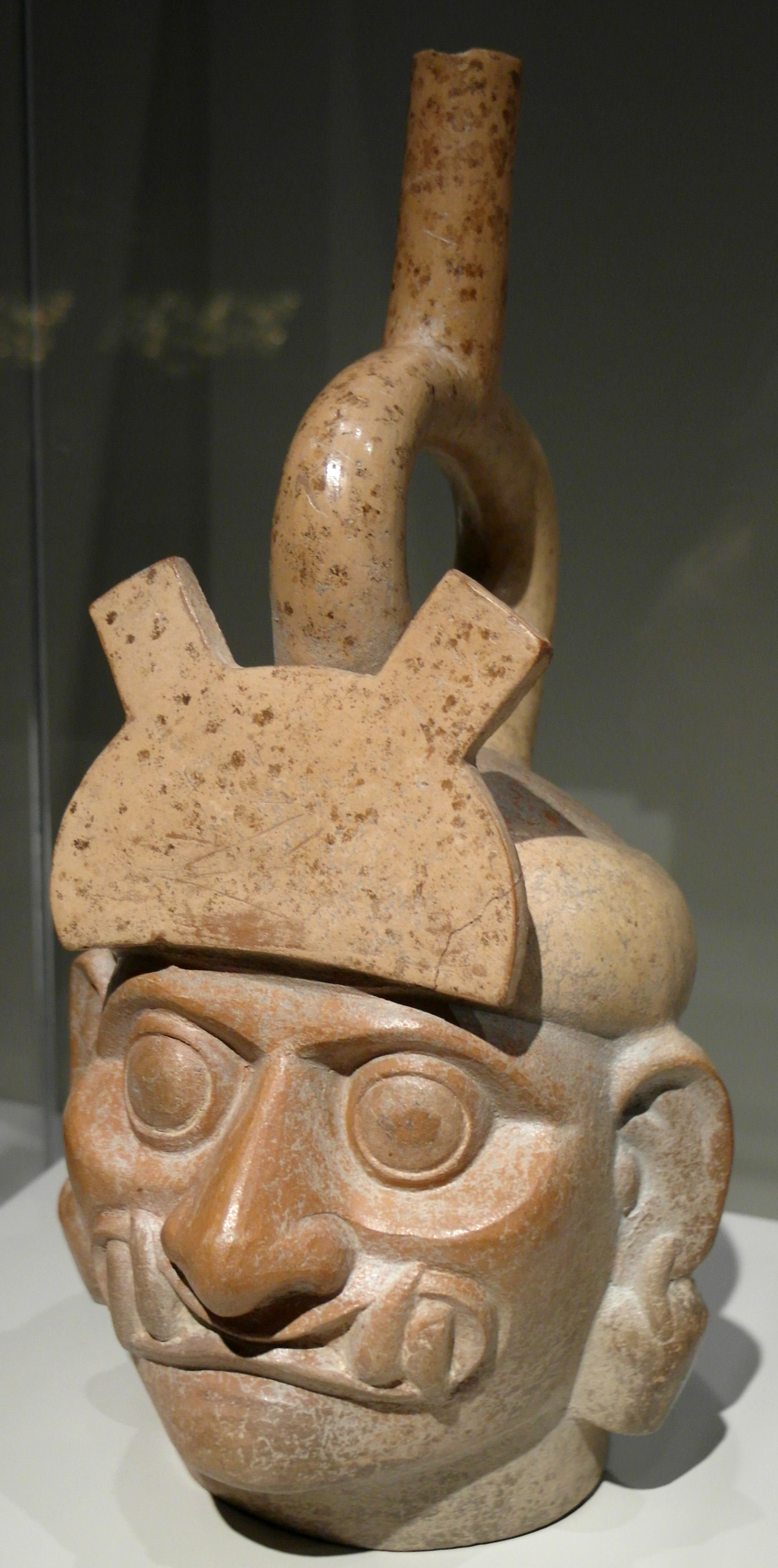
Botella con pico de estribo de la deidad Ai Apaec

En los valles de los ríos de la costa norte del Perú, la cultura Moche floreció y se expandión alrededor del año 100 d. C. Durante casi 600 años, la cultura Moche se desarrolló y expandió a lo largo de los principales valles fluviales en las secas planicies costeras del Perú. Los Moche construyeron grandes templos monumentales, vastos canales y sistemas de riego, así como una impresionante riqueza de obras de arte y cerámica.
La obra mochica proporcionó un relato muy variado de las actividades realizadas a lo largo del tiempo, así como de figuras y recursos importantes. Las obras de arte moche incluían hombres, mujeres, plantas, dioses y deidades, y figuras antropomórficas que participaban en actividades como la caza, pesca, combate, actos sexuales, guerra y eventos ceremoniales. La arqueología sobre los Moche ha traído a la luz una gran cantidad de obras de arte, principalmente a través de la cerámica Moche que ha sobrevivido a nuestros tiempos. Los Moche eran especialmente hábiles en la creación de vasijas con pico de estribo. Las usaron principalmente para la creación de artículos finos, pero también para formas esculpidas intrincadamente, como los retratos de algunos líderes Moche. Las botellas con pico de estribo son de aparición temprana en la región andina. Pueden tener formas esféricas, achatadas, cilíndricas, cúbicas, en ángulo o moldeadas. Los Moche crearon miles de estas vasijas con pico de estribo a lo largo de la duración de la cultura. Estas se utilizaron tanto con fines prácticos como artísticos.
Hay dos clasificaciones principales de las botellas de pico de estribo en la cerámica Moche. Una forma fue el proceso de crear un molde tridimensional y usarlo para formar la arcilla en una imagen o figura intrincada. Uno de los estilos cerámicos Moche más populares fue la creación de lo que ahora se conoce como huaco retrato Moche . Estas vasijas eran extremadamente detalladas e intrincadas, y por lo general representaban cabezas y figuras de hombres adultos. Debido a la naturaleza detallada de estas vasijas, se cree que son representaciones de hombres reales de alto rango en diferentes épocas de la cultura Moche.

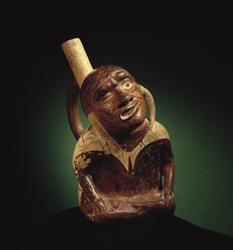
Botella retrato con parálisis en el Museo Larco

La segunda clasificación de la cerámica Moche es la creación de pinturas de línea fina sobre cerámica. Este estilo artístico proporciona una gran cantidad de información sobre la vida y las creencias de los Moche. Proporciona información sobre la vida cotidiana de este pueblo, la mitología narrativa y sus prácticas rituales en toda la región. Los investigadores Christopher B. Donnan y Donna McClelland han asignado a estas pinturas de línea fina cinco categorías diferentes, que incluyen Formas de recipientes, Vida cotidiana, El mundo natural, Lo sobrenatural y Temas narrativos.

### Cerámica Erótica Moche
Se han descubierto miles de botellas de pico de estribo y en al menos 500 piezas, se muestran escenas sexuales o eróticas. Aunque este tipo de cerámicas muestra una amplia gama de imágenes e iconografías sexuales y eróticas, rara vez se representa el sexo reproductivo (penetración del pene en la vagina). Los diseños de vasos más comunes se centran sobre todo en posiciones de sexo anal y felación. Sin embargo, otros temas incluyen dioses, deidades, caza, pesca, sacrificio, combate, temas de entierro, actividades sociales, guerra, esqueletos danzantes y cópula de animales, incluidas escenas de ratones y micos. Los estilos específicos de vasos con temas sexuales aparecen con más frecuencia. Esto es evidencia de que el uso de talleres de cerámica estuvo activo durante algún tiempo para permitir la producción en masa de estas vasijas, posiblemente utilizando moldes. Estas vasijas brindan a los arqueólogos una idea de las creencias sobre la reproducción y las prácticas sexuales de los Moche y otras culturas precolombinas. Estos artefactos muestran prácticas como la androginia (tanto genitales masculinos como femeninos), hermafroditismo e infecciones de transmisión sexual como la sífilis. Muchas de estas vasijas están en exhibición completa en el Museo Larco en Lima Perú. Aquí hay una galería entera dedicada al arte erótico y la cerámica del pueblo Moche.
La mayoría de estas piezas fueron suministradas a los miembros de la élite de la sociedad. A través del descubrimiento de cerámica erótica en tumbas de élite, los arqueólogos han concluido que los Moche enterraban a sus individuos de alto rango con estas vasijas sexuales, así como en algunos rituales de sacrificio. También se descubrieron parafernalia ritual y prendas y adornos elaborados.

### Tema del Agua en la cerámica Moche
El territorio de los Moche estaba expuesto a variaciones climáticas drásticas con veranos muy secos e inviernos lluviosos. Sin embargo, eventos cíclico como el fenómeno de El Niño interrumpían este flujo, ya sea a través de sequías excepcionalmente largas o períodos de inundaciones que podían ser devastadoras. La manipulación del agua se volvió muy importante para los Moche no solo para sobrevivir, sino también para prosperar. Los rendimientos agrícolas de los Moche eran una fuente importante de riqueza, tanto a través de la producción como del comercio. Esto se debió a un inmenso sistema de canales de riego que traía agua de los exuberantes valles a las ciudades y pueblos de los alrededores. Los canales apoyaban los centros urbanos, se usaban para cultivar maíz, frijoles y otros cultivos, y ayudaban en períodos de sequía severa. El acceso a una fuente de agua confiable también era importante para que los Moche crecieran y se desarrollaran como sociedad, especialmente si querían adaptarse a una sociedad sedentaria.
Esta manipulación de los recursos acuíferos también ha sido demostrada en la cerámica de los Moche. Aparte de las escenas de cerámica sexual más conocidas, el diseño del pico de estas piezas también ha sido cuidadosamente interpretado. El agua es esencial para la supervivencia, y para sobrevivir en condiciones secas, los Moche realizaron obras de ingeniería para la manipularon del agua de los ríos y valles, para llevarla a los lugares deseados. Esta manipulación se manifiesta en el diseño de los caños de su obra cerámica. A medida que se gira una pieza para verter agua, o se llena, los Moche usaban un diseño de pico de estribo, un diseño circular, para permitir que el agua fluyera por ambos lados.

### Pintura de línea fina de la cerámica Moche

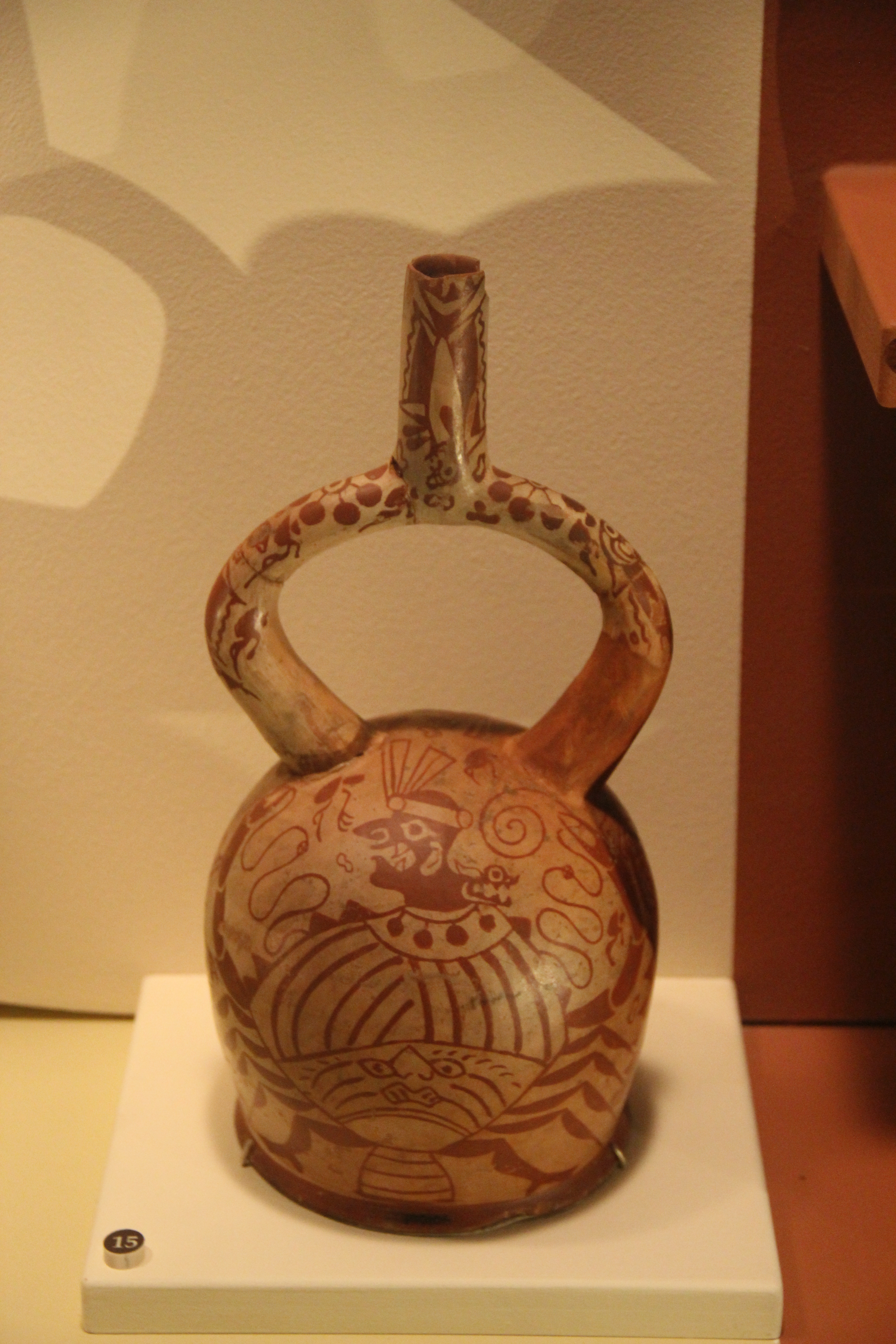
Botella Moche decorada

Si bien no ha habido un idioma identificable que se asocie a los Moche, tanto sus formas de arte, así como la ollería y la cerámica, brindan a los estudiosos una mirada a las prácticas y costumbres de la cultura Moche. A partir de estas formas cerámicas, como la pintura de línea fina en las vasijas con pico de estribo, los arqueólogos pueden comenzar a comprender aspectos de la vida cotidiana, la mitología y el mito narrativo de Moche. Uno de los pasos más esenciales para comprender la iconografía de estas vasijas es la creación de “rollouts” de la iconografía pintada en la vasija. Christopher B. Donnan y Donna McClelland han trabajado a lo largo de sus carreras para fotografiar y registrar la iconografía moche de estas vasijas en sus formas desplegadas. De esta forma, el aspecto narrativo y la capacidad de narración de las botellas con estribo se pueden identificar claramente.
Por lo tanto, se han reconocido varios temas clave en la iconografía encontrada en los sitios Moche. La iconografía de estas botellas de pico estribo muestran una amplia gama de actividades de los Moche. Muestra las prácticas alimentarias y las formas de alimentación de los Moche, el tejido, la guerra, la caza e incluso la vestimenta y los adornos. Hay varios temas más complejos y grandes que se encuentran en algunos de los vasos. Un excelente ejemplo de esto se puede encontrar en una vasija Moche con pico de estribo que se conoce como el Tema de Presentación (visto en la figura de al lado). Aquí la iconografía muestra varias figuras participando en lo que se supone que es un sacrificio ritual y bebiendo sangre. En la escena inferior, varios prisioneros atados están siendo decapitados por sus captores, mientras que varias figuras adornadas en la escena superior pasan alrededor de una copa.
Se ha debatido si las figuras ornamentadas representan o no a dioses y seres mitológicos, o si eran funcionarios Moche de alta jerarquía con vestidos ceremoniales. Esto proviene de la excavación del sitio Moche en Sipán. Aquí se encontraron los restos de un líder Moche, enterrado con el traje de la Deidad Rayada que se encuentra dentro del Tema de Presentación. Este descubrimiento cambió la forma en que muchos arqueólogos abordaban los temas narrativos dentro de la iconografía Moche. Después de este descubrimiento, entraron en juego dos tipos de pensamiento. El primero es la continuación de que esto de hecho mostraba una deidad a los Moche y que los restos del " Señor de Sipán " simplemente estaban vestidos con el mismo traje para parecerse a la deidad. El otro es que la escena no mostraba las deidades o el panteón de los Moche, sino que era una interpretación literal de los hechos. Era pues un registro de la historia.
En este tema, al igual que otros, se muestra una progresión natural y un formato narrativo. Una vez más, si bien no hay evidencia de documentación escrita de los Moche, la iconografía de las vasijas con estribo y otras cerámicas han proporcionado a los arqueólogos una historia de las creencias y prácticas de esta civilización. A partir de la identificación de la iconografía de esta vasija, los estudiosos pueden comprender las actividades moche, como la guerra, el sacrificio humano y las prácticas ceremoniales. Las figuras o deidades que se muestran en el Tema de presentación se pueden encontrar en varios otros temas y escenas de la iconografía de vasijas con estribo y pico Moche. Varias de las figuras clave dentro del Tema de Presentación también han sido identificadas dentro de la Escena del Sacrificio. Estos no son los únicos temas identificados, aunque están presentes a lo largo de las pinturas Moche de línea fina en vasijas con pico de estribo. También está el Tema del Entierro, La Revuelta de los Objetos, el Tema del Barco de Tule y el Tema del Corredor.